# Manneken Pis
"Manneken Pis", en statue af en tissende dreng, er et vartegn for den belgiske hovedstad Bruxelles. Den 60 centimeter høje bronzestatue, som indgår i en fontæne, er udført af Hieronimus Duquesnoy i 1619 og erstattede en ældre af sten.
Den oprindelige begrundelse for det specielle motiv er ukendt, men der fortælles flere historier om det. En af de kendteste går på, at en toårig dreng blev væk fra sin far i Bruxelles. Faderen søgte dag og nat efter ham og lovede, at hvis han fandt ham, ville han rejse en statue af drengen, sådan som han fandt ham. Hvad sønnen foretog sig, da faderen fandt ham giver vist sig selv.
En anden begrundelse er dog også, at der var brand i Bruxelles, hvor drengen forsøgte at slukke branden ved at "pisse" på branden, deraf navnet. Det forårsagede, at branden ikke blev så stor, og han blev derfor et symbol. Der er ligeledes "Jeanneken Pis", der også forsøgte at slukke ilden, dog i en siddende stilling. Den ses i en sidegade i Bruxelles, hvor den er låst inde og placeret rimeligt højt. Men billeder kan man dog tage, men fra frøperspektiv. 
I dag er Manneken Pis utrolig populær, om end flere skuffes over hans ringe størrelse. Det generer dog næppe turistindustrien, som sælger alskens figurer og andre souvenirs med ham. Yderligere opmærksomhed skabes med de dragter som Manneken Pis iklædes ved forskellige lejligheder. Der er efterhånden lavet flere hundrede dragter som i øvrigt kan beses på et nærliggende museum.
Verdens ældste skulptur med dét motiv er ældre end Manneken Pis og findes på Gammeltorv i København. Det er springvandet Caritasbrønden. Den tissende dreng indgår i skulpturen, der også består af gudinden Caritas – der sprøjter vand ud gennem sine bryster – samt en lille baby. Skulpturen er fra 1608.

## Manneken Pis i Bogense
Manneken Pis findes også som statue i Bogense på Fyn. Den er en kopi af Manneken Pis i Bruxelles og har også en meget speciel historie:
Engang var Bogense det nordligste overfartssted mellem Fyn og Jylland med færgeforbindelse til Klakring ved Juelsminde. En dag, da færgen kom til Bogense og alle passagerer var gået fra borde, fandt man et spædbarn ombord. Man eftersøgte forældrene, men forgæves. Den lille dreng blev bortadopteret og voksede op i Bogense. I taknemmelighed til sin fødeby skænkede han byen den lille statue af Manneken Pis, hvis historie havde stor lighed med hans egen.
Ved specielle lejligheder får også Manneken Pis i Bogense tøj på, akkurat ligesom den originale i Belgien.[kilde mangler]